# クレアーズ
クレアーズ（claire's）は、アメリカ合衆国イリノイ州ホフマンエステイツ（シカゴ郊外）に本社を置くアクセサリー販売店である。

## 概要
1961年、ローランド・シェーファーにより設立され、1970年代にはチェーン展開を始める。
日本では1994年にイオンとの合弁会社クレアーズ日本を設立。同社は2010年にイオンが100％出資する子会社になった。イオンモールを中心に店舗を展開していたが、イオンのグループ企業における戦略的整理・統合に伴い、2020年10月末をもってイオンによる日本での事業を終了し、全ての店舗の営業も終了した。

## ギャラリー

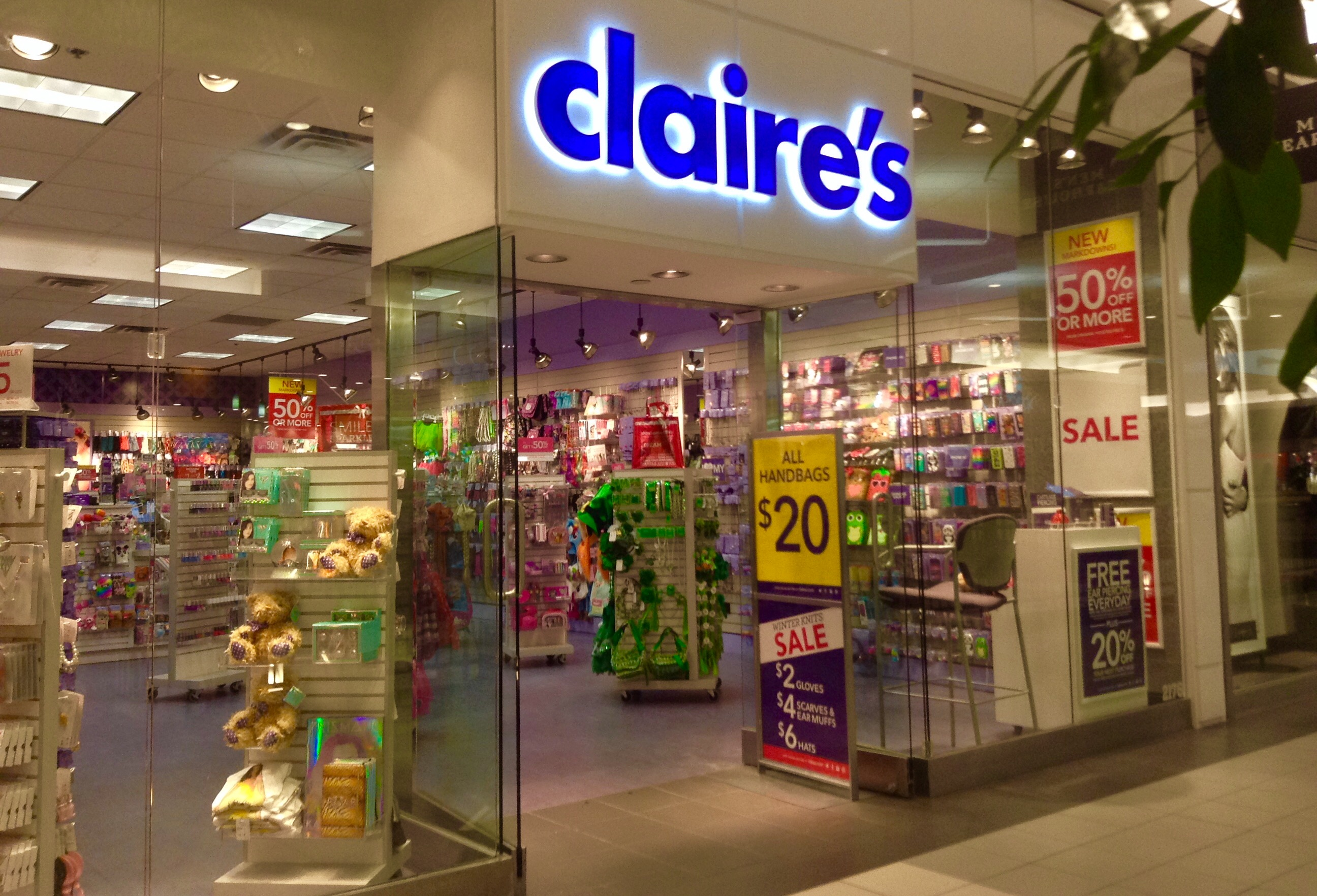
アメリカ合衆国の店舗
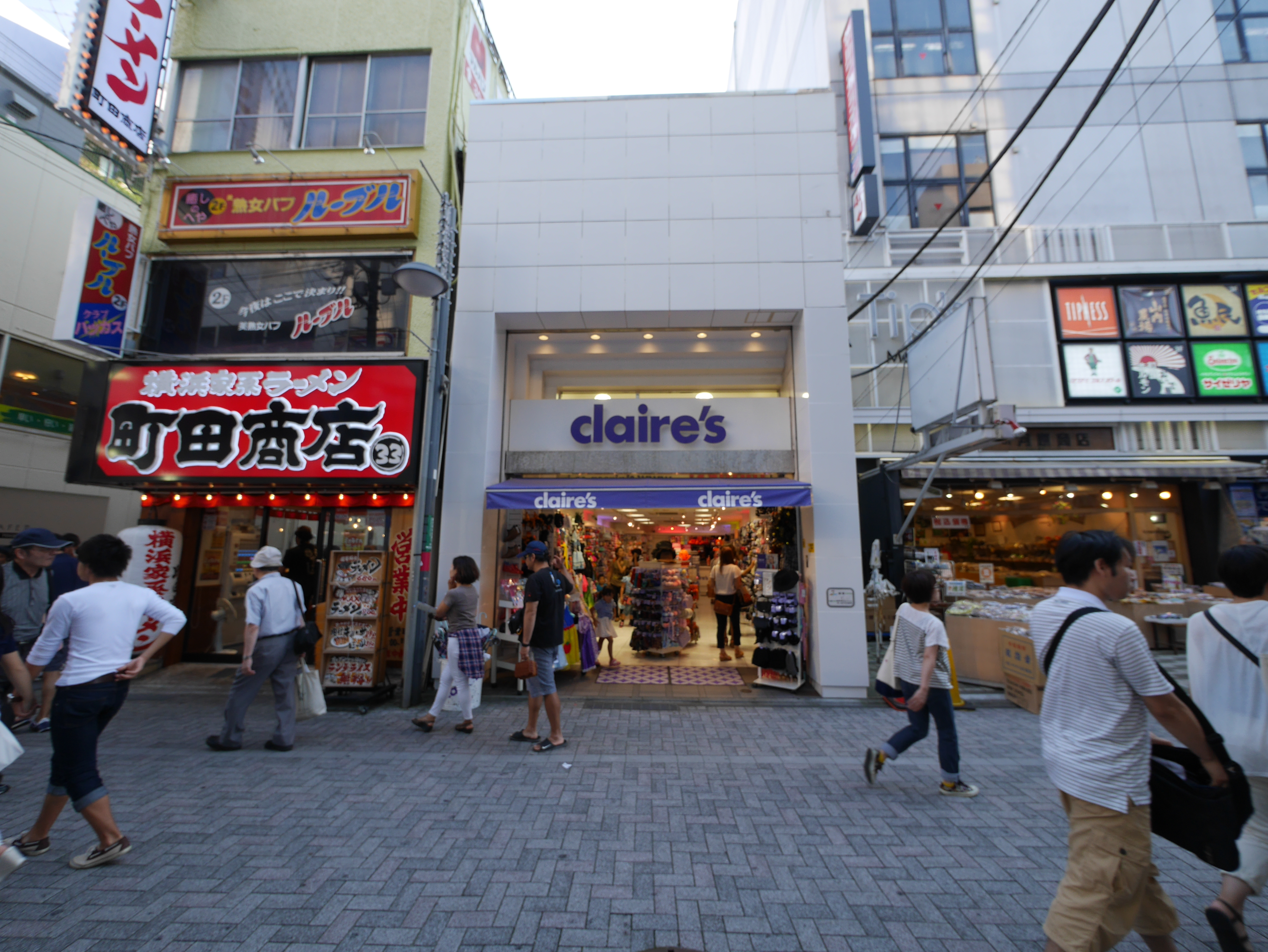
日本の店舗（町田店）